# Pseudamiops pellucidus
Pseudamiops pellucidus är en fiskart som beskrevs av Smith, 1954. Pseudamiops pellucidus ingår i släktet Pseudamiops och familjen Apogonidae. Inga underarter finns listade i Catalogue of Life.